# Иван Паскевич
Иван Фьодорович Паскевич (на руски: Иван Фëдорович Паскевич) е руски управник и военачалник от времето на император Николай I.

## Кратка биография
Паскевич произхожда от род на богати помешчици от Полтава. Знатният произход му позволява да се издигне бързо във военната йерархия, след като през 1800 година завършва военно училище. Първоначалния си боен опит набира в българските земи по време на руско-турската война от 1806 – 1812 година. Като генерал-майор е командир на дивизии във войните с Наполеон I през 1812 и 1813 – 1814 година. Участва в сраженията при Салтановка, Бородино и Лайпциг.
В последните години на император Александър I Паскевич командва гвардейската дивизия, в която служи и престолонаследникът Николай. След възцаряването на Николай I той влиза в състава на Върховния съд, който се разправя с декабристите. От 1827 е наместник в Кавказ. Командва успешно руските войски във войната с Иран от 1826 – 1828 и в последвалата през 1828 – 1829 война с Османската империя в кавказкия театър на бойните действия. За победите си в тези войни получава почетната титла „граф Еривански“ и е произведен в чин генерал-фелдмаршал.
През 1831 Паскевич командва руските войски при превземането на Варшава и потушаването на Полското въстание. В следващите двадесет години провежда политика на русификация на страната като наместник на Царство Полша и „княз Варшавски“. През 1849 е начело на руските войски, които потушават Унгарската революция.
След избухването на Кримската война, през април 1854 Паскевич е назначен за главнокомандващ войските по цялата западна граница на Руската империя и, в частност, на армията, воюваща срещу турците на Дунав. Под заплахата от Австрия същото лято снема обсадата на Силистра и отвежда руските войски от Влахия и Добруджа зад река Прут.